# Africa Yearbook
Het Africa Yearbook is een jaarlijkse publicatie over politiek, economie en samenleving van Afrika ten zuiden van de Sahara. Het is de opvolger van het Duitstalige Afrika Jahrbuch van het Institut für Afrika-Kunde in Hamburg (nu GIGA (German Institute of Global and Area Studies) Institut für Afrika-Studien), dat in 2004 (over het jaar 2003) zijn laatste jaarboek uitgaf.

## Doel
Het jaarboek behandelt belangrijke binnenlandse politieke ontwikkelingen, het buitenlands beleid en sociaal-economische trends in Afrika bezuiden de Sahara in één kalenderjaar. Het Africa Yearbook bevat artikelen over alle landen ten zuiden van de Sahara en de vier subregio's (West-, Centraal-, Oost-, Zuid-Afrika). Het beschrijft belangrijke grensoverschrijdende ontwikkelingen en organisaties binnen de regio's, evenals continentale ontwikkelingen en Europees-Afrikaanse betrekkingen.
Het Jaarboek mikt vooral op studenten, politici, diplomaten, bestuurders, journalisten, docenten, ontwikkelingswerkers en zakenlieden.
Het Africa Yearbook ontving de Conover-Porter Award 2012 voor beste Africana-bibliografie of naslawerk.